# Карл Фьолин фон Фрикенхаузен
Карл Фьолин фон Фрикенхаузен (на немски: Karl Vöhlin von Frickenhausen Herr zu Illertissen; * 6 септември 1562 в Илертисен; † 3 януари 1599 в Аугсбург) от род Фьолин фон Фрикенхаузен е господар на Илертисен в Швабия, Бавария. Фамилията Фьолин е успешна търговска фамилия в имперския град Меминген.
Той е син на Ханс Кристоф I Фьолин фон Фрикенхаузен († 1576) и съпругата му фрайин Вероника фон Фрайберг-Айзенберг, Халденванг и Найдлинген (1523 – 1582), дъщеря на фрайхер Еберхард фон Фрайберг-Айзенберг, Халденванг, Найдлинген и Анна фон Щайн. Внук е на Ерхард II Фьолин фон Фрикенхаузен, господар на Илертисен и Нойбург († 1557) и Хелена фон Алберсдорф/ Алтерсдорф (1488 – 1547).
Ерхард Фьолин Стари († 1484) купува през 1460 г. селото Фрикенхаузен. Дядо му Ерхард II Фьолин Млади († 1557) купува през 1520 г. господството Илертисен за 30 000 фл от Швайкхардт фон Гунделфинген и се отказва от гражданското си право в Меминген. Така започва 236-годишната ера на фамилията Фьолин в Илертисен, която през 1756 г. финансово банкрутира и завършва с продажбата на господството.
Фамилията Фьолин фон Фрикенхаузен притежава господството Нойбург ан дер Камел в Бавария от 1524 до 1816 г. След изчезването на фамилията Фьолин по мъжка линия, дъщерите наследяват дворец Нойбург и живеят там до 1816 г.

## Фамилия
Карл Фьолин фон Фрикенхаузен се жени на 14 февруари 1588 г. с Мария Рот фон Бусмансхаузен (* 1569; † 15 април 1618, Илертисен), дъщеря на Давид Рот фон Бусмансхаузен и Катарина фон Швенди. Те имат децата:
- Ханс Кристоф III Фьолин фон Фрикенхаузен (* 15 октомври 1589, Илертиссен; † 2 ноември 1641, Нойбург), фрайхер на Илертисен, женен I. на 5 ноември 1612 г. в Илертисен с фрайин Мария Йохана фон Велден (* 1594, Хохалтинген; † 20 юни 1629, Илертисен); имат 13 деца; II. на 18 януари 1630 г. в Илертисен с фрайин Мария Максимилиана Фугер фон Кирхберг-Вайсенхорн (* 13 ноември 1591, Пфирт; † 17 януари 1644, Нойбург), дъщеря на Северин Фугер-Швабмюнхен (1551 – 1601) и графиня Катарина фон Хелфенщайн (1563 – 1627). Баща на (от 13 деца):
  - Ханс Албрехт Фьолин фон Фрикенхаузен-Илертисен (* 5 май 1629; † 7 юли 1693, Нойбург ан дер Камел, Бавария), женен на 31 август 1654 г. с графиня Мария Конкордия фон Прайзинг цу Моос († 1712)
  - Мария Кордула Фьолин фон Фрикенхаузен-Илертисен-Нойбург (1614 – 1685), омъжена през май 1639 г. с граф Йохан Франц Фугер фон Кирхберг-Вайсенхорн-Бабенхаузен (1613 – 1668)
- Мария Юлиана Фьолин фон Фрикенхаузен (* 16 декември 1594; † 18 март 1653, Вайсенхорн), омъжена на 15 октомври 1618 г. с граф Хуго Фугер фон Кирхберг-Вайсенхорн (* 7 ноември 1589; † 1627), син на фрайхер Филип Едуард Фугер (1546 – 1618) и Магдалена фон Кьонигсег († 1592/1597).[2]